# 8. Landwehr-Division (Deutsches Kaiserreich)
Die 8. Landwehr-Division war ein Großverband der Preußischen Armee im Ersten Weltkrieg.

## Gliederung

### Kriegsgliederung vom 12. März 1915
- - Landwehr-Infanterie-Regiment Nr. 109
  - Landwehr-Infanterie-Regiment Nr. 110
  - Landsturm-Infanterie-Regiment Nr. 109
  - Feld-MG-Zug Nr. 27
  - Feld-MG-Zug Nr. 29
  - Festungs-MG-Trupp Istein
  - Festungs-MG-Trupp Hüningen
  - 2. Landwehr-Eskadron/XIV. Armee-Korps
  - 3. Landwehr-Eskadron/XIV. Armee-Korps
  - Ersatz-Abteilung/2. Unter-Elsässisches Feldartillerie-Regiment Nr. 67
  - Landwehr-Fußartillerie-Bataillon Nr. 13
  - Ersatz-Bataillon/Lauenburgisches Fußartillerie-Regiment Nr. 20
  - 2. Reserve-Kompanie/Pionier-Bataillon Nr. 14
  - Lichtsignal-Abteilung Nr. 2
  - Festungs-Luftschiffer-Trupp Nr. 13
  - Fernsprechtrupp Nr. 4
  - Minenwerfertrupp Nr. 4

### Kriegsgliederung vom 4. Januar 1918
- 56. Landwehr-Infanterie-Brigade
  - Landwehr-Infanterie-Regiment Nr. 109
  - Landwehr-Infanterie-Regiment Nr. 110
  - Landwehr-Infanterie-Regiment Nr. 111
  - 1. Eskadron/Jäger-Regiment zu Pferde Nr. 5
- Artillerie-Kommandeur Nr. 147
  - Landwehr-Feldartillerie-Regiment Nr. 8
- Pionier-Bataillon Nr. 408
- Divisions-Nachrichten-Kommandeur Nr. 508

## Gefechtskalender
Die Division wurde am 31. Januar 1915 aus der verstärkten 56. Landwehr-Brigade, die aus der Landwehr-Brigade Bodungen hervorging, gebildet. Sie war den gesamten Ersten Weltkrieg über an der Westfront im Einsatz. Nach Kriegsende marschierte der Verband in die Heimat zurück, wo im Januar 1919 die Demobilisierung und schließliche Auflösung der Division erfolgte.

### 1915
- ab 29. Januar --- Stellungskampf im Oberelsaß

### 1916
- Stellungskampf im Oberelsaß

### 1917
- bis 14. Januar --- Stellungskampf im Oberelsaß
- 16. Januar bis 23. Februar --- Kämpfe bei Ronvoux-Saulx (Stellungskämpfe zwischen Maas und Mosel)
- ab 24. Februar --- Stellungskämpfe vor Verdun

### 1918
- bis 18. Juni --- Stellungskämpfe vor Verdun
- 19. Juni bis 11. September --- Stellungskämpfe zwischen Maas und Mosel
- 12. bis 14. September --- Ausweichkämpfe im Mihielbogen
- 15. September bis 10. Oktober --- Stellungskämpfe in der Woëvre-Ebene und westlich der Mosel
- 11. Oktober bis 11. November --- Stellungskämpfe auf den Höhen westlich der Mosel
- ab 12. November --- Rückmarsch durch Lothringen, die Rheinprovinz und die Pfalz

### 1919
- bis 4. Januar --- Rückmarsch durch Lothringen, die Rheinprovinz und die Pfalz

## Sonstiges
Von November 1915 bis September 1918 gab die Division die Feldzeitung „Meldereiter im Sundgau“ heraus.

## Kommandeure
| Dienstgrad   | Name                      | Datum                                |
| ------------ | ------------------------- | ------------------------------------ |
| Generalmajor | Albert von Bodungen       | 25. Januar 1915 bis 5. Januar 1917   |
| Generalmajor | Otto Hans Eduard Schumann | 6. Januar 1917 bis 15. Dezember 1918 |